# Dieter Tasch

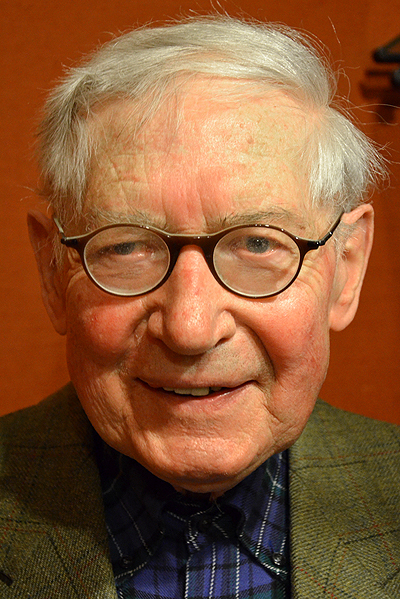
Dieter Tasch im Mai 2014 als Gast der Veranstaltungs-Reihe Gespräche mit Zeitzeugen des Freundeskreises Stadtarchiv Hannover

Dieter Tasch (* 27. Mai 1928 in Hannover; † 17. Juni 2021) war ein deutscher Autor und Herausgeber insbesondere zu Hannover-spezifischen Themen und jahrzehntelang Journalist bei der Hannoverschen Allgemeinen Zeitung (HAZ).

## Leben
Geboren 1928 und als Jugendlicher „im häuslichen Luftschutzbunker“ Zeuge des Alltags während der Zeit des Nationalsozialismus, der Luftangriffe auf Hannover, der Not der Menschen und des späteren Wiederaufbaus, war Dieter Tasch von 1949 bis 1993 „Chefreporter“ bei der HAZ. Daneben schrieb Tasch 1966 eine Reisereportage über die seinerzeitigen Länder Libanon, Syrien und Jordanien, und – nach seiner Zeit bei der HAZ – etwa die Festschrift zum hundertjährigen Bestehen des Madsack-Verlages oder Unternehmens- und Technikgeschichten aus der niedersächsischen Landeshauptstadt.

## Buchbeispiel:Hannover zwischen Null und Neubeginn
Das Material für sein 2002 in zweiter Auflage erschienenes Buch Hannover zwischen Null und Neubeginn, den „dramatischen Verlauf einer Zeitenwende“ zum Schluss des Zweiten Weltkrieges etwa hat Dieter Tasch

„... über viele Jahre hinweg mit Recherchen in in- und ausländischen Archiven sowie mit Beteiligten in Hannover, England und den USA zusammengetragen.“

Seine Schilderungen über ein Dasein zwischen Not, Plünderungen, Hunger und Hoffnungslosigkeit, nach denen anfangs Wenige erste Schritte aus dem Chaos in eine neue Zukunft unternahmen, können sich jüngere Menschen „im Europa des 21. Jahrhunderts kaum noch vorstellen“.
Zwar fehlen in dem Buch überprüfbare Einzelnachweise, doch sind hinter dem Nachwort mit allgemeinen Archiv- und Zeitzeugen-Angaben sowie einen Bildnachweis im Anhang drei Register zu finden:
1. ein Personenregister,
2. ein Register der Firmen, Parteien, Vereine, Verbände, Behörden, Schulen, Zeitungen und anderer Institutionen und Zusammenschlüsse, sowie
3. ein Register der Ortsbezeichnungen.[7]

## Schriften (unvollständig)
- Dieter Tasch, Horst-Dieter Görg (Hrsg.): Es begann in Hannover... Kekse – Kommißbrote – Rechenmaschinen. Über Persönlichkeiten, Traditionsunternehmen und Meilensteine der Technik-Geschichte. Mit Beiträgen von Torsten Hamacher ..., in Kooperation mit dem Technik-Forum Hannover e. V., 1. Auflage, Hannover: Leuenhagen & Paris, 2011, ISBN 978-3-923976-84-3
- Dieter Tasch, Horst-Dieter Görg: Flugziel Hannover. 100 Jahre Luftfahrt. Flugpioniere – Flughäfen – Fluglinien. 1. Auflage, Hannover: Leuenhagen & Paris, 2010, ISBN 978-3-923976-75-1
- Dieter Tasch, Horst-Dieter Görg (Hrsg.): Es begann in Hannover. Menschen – Technik – Welterfolge. Über Persönlichkeiten, Traditionsunternehmen und Meilensteine der Technik-Geschichte. Mit Beiträgen von Janet Anschütz ..., in Kooperation mit dem Technik-Forum Hannover e. V., 1. Auflage, Hannover: Leuenhagen & Paris, 2009, ISBN 978-3-923976-65-2
- Dieter Tasch: Hannover zwischen Null und Neubeginn, in der Reihe Ein HAZ-Buch. 2. Auflage, Hannover: Leuenhagen und Paris, 2002, ISBN 3-923976-05-4
- Dieter Tasch: 50 Jahre Zukunft. Messen in Hannover 1947–1997, hrsg. von der Deutsche Messe AG, Hannover, Hannover: Grütter, 1997, ISBN 3-9801063-9-X
- Dieter Tasch, Wolfgang Koch: 50 Jahre Ärztekammer Niedersachsen. Selbstverwaltung der Ärzte für Ärzte, hrsg. von der Ärztekammer Niedersachsen, Hannover: Hannoversche Ärzte-Verlags-Union, 1995, ISBN 3-931373-00-2
- Dieter Tasch: Zeuge einer stürmischen Zeit. Hundert Jahre Verlagsgesellschaft Madsack, hrsg. von der Verlagsgesellschaft Madsack GmbH & Co., Hannover: Madsack, 1993, ISBN 3-7860-0511-7
- Dieter Tasch: Hannover im Bombenkrieg. 1943–1945. Sonderdruck aus der Hannoverschen Allgemeinen Zeitung. Hannover: Madsack, 1983
- Dieter Tasch (Text), Peter Grobe (Fotos): Das ist Libanon, Syrien, Jordanien. Der Bericht einer Reise in den Orient. Hannover: Steinbock-Verlag, 1966